# 職業訓練指導員 (木材工芸科)
職業訓練指導員 (木材工芸科)（しょくぎょうくんれんしどういん もくざいこうげいか）は、職業訓練指導員免許のうちの1つ。厚生労働省管轄。

## 受験資格
職業訓練指導員免許の受験資格と試験免除を参照。漆器製造技能士の保有者など。

## 試験科目
学科試験
1. 指導方法（職業訓練原理、教科指導法、訓練生の心理、生活指導及び職業訓練関係法規）
2. 関連学科

- 系基礎学科
  - デザイン（美術工芸史、構成、色彩、図案、模様）
  - 安全衛生（安全管理、衛生管理）
- 専攻学科
  - 材料（木材、塗料、加工用材料、材料処理法）
  - 工作法（工芸品、彫刻法、接合法、接着法、塗装法）

実技試験
1. 彫刻
2. 仕上げ及び着色